# Костница
Костница или осуарий е сандък, кутия, сграда, кладенец или друго място, направено за да служи като последно покойно място на човешки скелетни останки. Използва се често там, където мястото за погребване е оскъдно. Тялото първо се погребва във временен гроб, а след няколко години скелетните останки се изваждат и се поставят в костница. Значително намаленото пространство, което се заема от костницата, означава, че е възможно да се съхраняват останките на много повече хора в един гроб, отколкото ако са оставени първоначалните ковчези.

## Зороастризъм
В Персия, зороастрийците използват дълбок кладенец за тази функция още дълбока древност, наричайки го „кула на мълчанието“. Съществуват много ритуали и традиции в зороастризма относно тези кладенци.

## Римокатолицизъм
В Европа съществуват много примери за осуарии, включително в римокатолически храмове в Рим, Милано и Неапол (Италия), в Кутна Хора и Бърно (Чехия), в Кудова-Здруй (Полша), в Евора (Португалия). В Дуомон (Франция) е построен осуарий, съдържащ останките на над 130 000 френски и немски войници, паднали в боя за Вердюн по време на Първата световна война. Един от най-известните осуарий във Франция са Парижките катакомби. Там лежат скелетните останки на шест милиона души, подредени под улиците на Париж. 11 000 m2 са натъпкани с костите на трупове, изровени от препълнените гробища на града към края на 18 век.
Извън Европа, римокатолически осуарий има и в Лима (Перу).

## Източно православие
Употребата на костници е дългогодишна традиция в източното православие. Останките на източноправославен християнин се приемат с особена почит, в съответствие с библейското учение, че тялото на вярващия е „храм на Светия дух“, след като е било осветено и преобразено чрез кръщение, евхаристия и участието в мистичния живот на Църквата. В източноправославните манастири, когато умре човек, останките му се погребват за 1 – 3 години, след което се изравят, почистват и събират в костницата на манастира. Ако съществува причина да се смята, че починалият е светец, останките могат да се положат в реликварий. В противен случай костите обикновено се смесват заедно (черепите на едно място, дългите кости на други и т.н.).
В България костници има в множество църкви и манастири.
Използването на костници се среща и сред миряните на Гръцката православна църква. Починалият се погребва за 1 – 3 години, а след това на годишнина от смъртта семейството се събира заедно с енорийския свещеник и прави помен. След това останките се изравят, измиват с вино, парфюмират и се слагат в малък осуарий от дърво или метал, надписан с името на починалия, който се поставя в стая, често близо до църква.

## Юдаизъм
По времето на Втория йерусалимски храм, еврейските погребални обичаи включват основно погребване в специални пещери, след което следват вторични погребения в осуарии, намиращи се на по-малки специални места в погребалните пещери. Някои от варовиковите осуарии, които са били открити, особено в района около Йерусалим, включват сложни геометрични модели и надписи, които идентифицират починалия.
През този период юдейските мъдреци спорят дали събирането на костите на родители за второ погребение е ден на скръб или радост. Решено е, че това е ден на пости сутрин и пируване следобед. Обичаят за второ погребение в осуарии не се запазва сред евреите след периода на Втория храм, нито съществува отвъд територията на Израел.

## Галерия
- Костницата на Бачковския манастир.
- Костницата на Дряновския манастир.
- Капуциновата крипта в църквата Санта Мария дела Кончеционе, Рим.
- Костница, прилепена към параклис във френския град Беноде.
- Осуарий в катакомбите на базиликата Сан Франциско в Лима.
- Костницата Седлец в Чехия.
- Парижките катакомби.
- Съвременни гръцки осуарии от дърво и метал.